# Сан-Мартін-дель-Рей-Ауреліо
Сан-Мартін-дель-Рей-Ауреліо (ісп. San Martín del Rey Aurelio, аст. Samartín del Rei Aurelio) — муніципалітет в Іспанії, у складі автономної спільноти Астурія. Населення — 18 729 осіб (2009).
Муніципалітет розташований на відстані близько 350 км на північний захід від Мадрида, 21 км на південний схід від Ов'єдо.
Муніципалітет складається з таких паррокій: Блімеа, Коканьїн, Лінарес, Рей-Ауреліо, Санта-Барбара.

## Демографія
Динаміка населення (INE ):

## Уродженці
- Кунді (*1955) — іспанський футболіст, захисник.

## Галерея зображень

Розташування муніципалітету
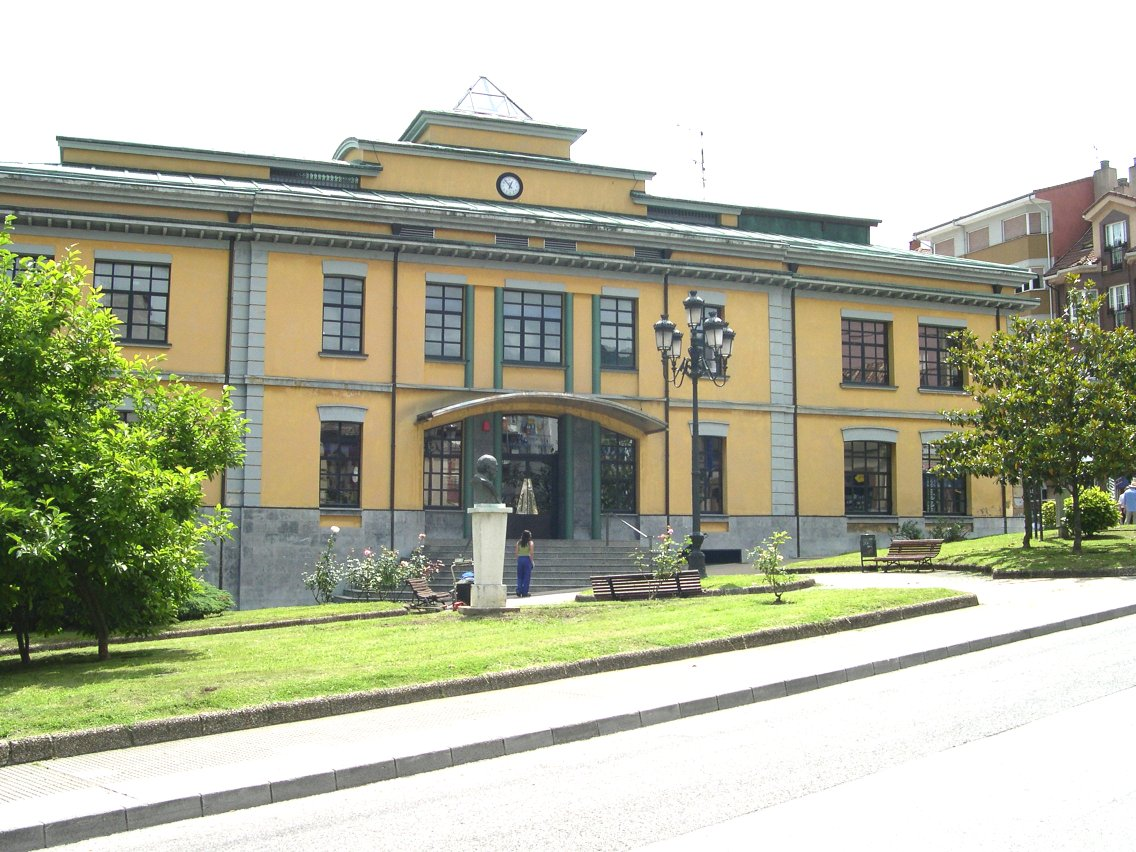
Муніципальна рада, Сотрондіо
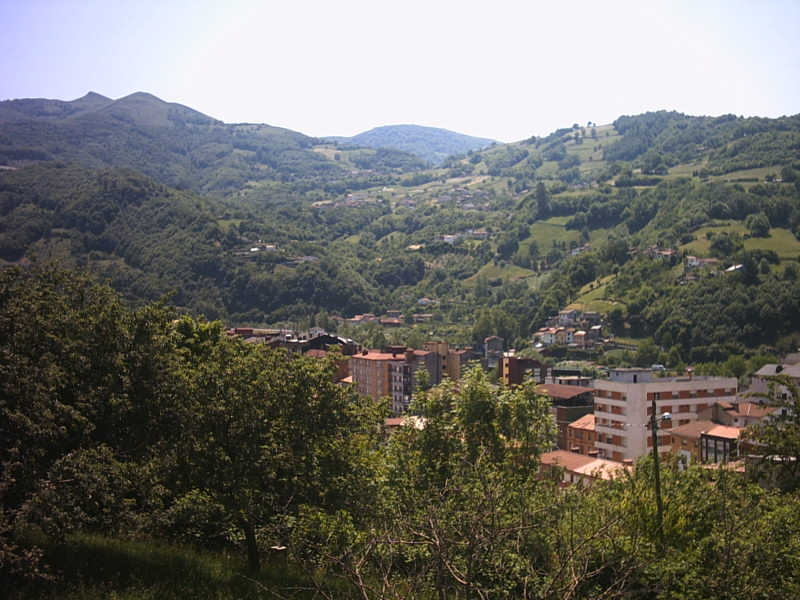
Блімеа